# Paul Collier (Schiedsrichter)

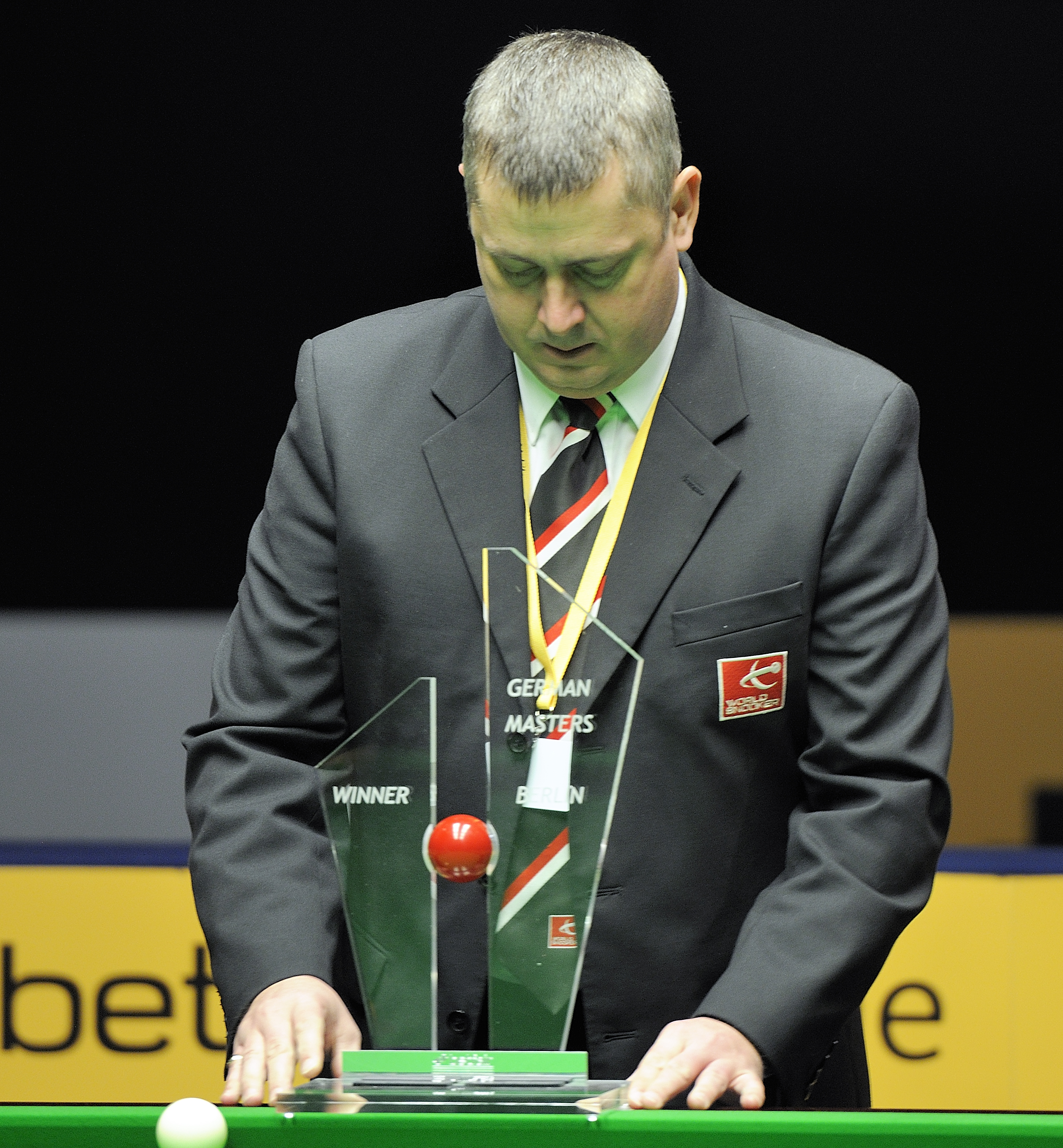
Paul Collier beim German Masters 2013

Paul Collier (* 13. Juni 1970 in Newport) ist ein walisischer Snookerschiedsrichter.

## Leben
Collier ist seit 1992 Schiedsrichter auf der Snooker Main Tour. Das erste von ihm geleitete Spiel auf Profiebene war ein Qualifikationsspiel zwischen Noppadon Noppachorn und Suriya Suwanasingh. Neun Jahre lang arbeitete er Teilzeit als Schiedsrichter, bevor er 2001 einen Vollzeitvertrag abschloss.
Bereits 2002 leitete er die Finals bei den Welsh Open und beim LG Cup. 2004 leitete er als bis dahin jüngster Schiedsrichter aller Zeiten das Finale einer Snookerweltmeisterschaft, bis er 2020 von Marcel Eckardt abgelöst wurde, der bei seinem ersten WM-Finale 30 Jahre alt war. Die Finalisten waren Ronnie O’Sullivan und Graeme Dott. 2005 folgten noch weitere Finalauftritte bei einigen großen Turnieren, unter anderem beim Masters, bevor er seine Karriere als Vollzeit-Schiedsrichter aus persönlichen und finanziellen Gründen vorläufig beendete. In der Folgezeit leitete er trotzdem noch sporadisch professionellen Snooker, etwa bei der Snooker Premier League, deren Finale er 11 Jahre am Stück leitete.
2010 kehrte er als Vollzeit-Schiedsrichter auf die Profitour zurück. Als Robert Milkins bei einem Qualifikationsspiel für die Weltmeisterschaft 2012 gegen Xiao Guodong das 87. Maximum Break der Snookergeschichte erzielte, schiedste Collier sein erstes Maximum. Momentan (November 2023) leitete er sieben Maximums.
Neben der Tätigkeit am Tisch haben Snookerschiedsrichter auch Aufgaben im Hintergrund. Als Marker kontrollieren sie die Anzeigetafeln, führen das Spielprotokoll und helfen dem Tischschiedsrichter ggf. nach einem Miss, die ursprüngliche Spielsituation wieder herzustellen.
Mit dem Finale der Snookerweltmeisterschaft 2024 leitete er sein viertes Weltmeisterfinale, das zugleich sein letztes Spiel war, das er im professionellen Snooker leitete, da er anschließend als Tournament Director für die WST arbeiten wird.